# Cementiri de Colomers
El Cementiri de Colomers és una obra de Colomers (Baix Empordà) inclosa a l'Inventari del Patrimoni Arquitectònic de Catalunya.

## Descripció
El cementiri de Colomers, situat fora del nucli, al costat de la carretera a sant Mori, és de planta trapezial. La banda més amb la dona a la carretera.
Té un corredor central que duu a una petita capella neoromànica de pedra amb coberta a dues vessants de maó. A banda i banda d'aquest eix s'arrengleren els nínxols.
La porta d'accés és d'inspiració clàssica. Té columnes d'estil dòric (amb basament), entaulament i timpà triangular que conté la data del 1926.

## Història
L'obra va ser realitzada l'any 1926, d'acord amb la data que apareix al timpà de la porta d'accés al cementiri. La seva tipologia d'inspiració clàssica recorda la del cementiri vell de l'escala, obra realitzada en el segle xix.